# Osternig
Osternig (niem. Oisternig, słoweń. Ojstrnik) – szczyt w Alpach Karnickich. 
Leży na granicy między Austrią (Karyntia) a Włochami (prowincja Udine), niedaleko granicy Słowenii. Osternig to ostatni wysoki szczyt Alp Karnickich na wschodzie. Szczyt jest bardzo popularny z powodu łatwego wejścia i pięknych widoków z wierzchołka.